# Magaz de Pisuerga
Pour les articles homonymes, voir Magaz.
Magaz de Pisuerga est une commune d'Espagne de la province de Palencia dans la communauté autonome de Castille-et-León. Elle est située dans la comarque naturelle d'El Cerrato.